# ISO 3166-2:CU
ISO 3166-2 données pour Cuba
(depuis en:ISO 3166-2:CU)

## Provinces et municipalité spéciale depuis le 1er janvier 2011
| Code  | Nom (es)            | catégorie             |
| ----- | ------------------- | --------------------- |
| CU-15 | Artemisa            | province              |
| CU-09 | Camagüey            | province              |
| CU-08 | Ciego de Ávila      | province              |
| CU-06 | Cienfuegos          | province              |
| CU-12 | Granma              | province              |
| CU-14 | Guantánamo          | province              |
| CU-11 | Holguín             | province              |
| CU-03 | Ciudad de La Habana | province              |
| CU-10 | Las Tunas           | province              |
| CU-04 | Matanzas            | province              |
| CU-16 | Mayabeque           | province              |
| CU-01 | Pinar del Río       | province              |
| CU-07 | Sancti Spíritus     | province              |
| CU-13 | Santiago de Cuba    | province              |
| CU-05 | Villa Clara         | province              |
| CU-99 | Isla de la Juventud | municipalité spéciale |

## Provinces et municipalité spéciale avant le 1er janvier 2011

### Provinces avant le 1er janvier 2011
```
CU-09 
Camagüey

CU-08 
Ciego de Ávila

CU-06 
Cienfuegos

CU-03 
Ville de La Havane

CU-12 
Granma

CU-14 
Guantánamo

CU-11 
Holguín

CU-02 
Province de La Havane

CU-10 
Las Tunas

CU-04 
Matanzas

CU-01 
Pinar del Río

CU-07 
Sancti Spíritus

CU-13 
Santiago de Cuba

CU-05 
Villa Clara
```

### Municipalité spéciale inchangée en 2011
```
CU-99 
Isla de la Juventud
```